# البيس السادس
البيس السادس (بالإسبانية: Bajo sexto)‏ هو آلة وترية مكسيكية باثني عشر وترا في ست مسارات مزدوجة. تشبه الآلة البيس الخامس (بالإسبانية: Bajo quinto)‏ الذي به عشر أوتار في خمس مسارات مزدوجة.
توضع اليد اليسرى على لوحة الأصابع في العنق، بينما تنقر اليد اليمنى الأوتار. تنقر الأوتار بالأصابع عادة عندما تستعمل الآلة في عزف أنواع موسيقية تتخد فيها دور البيس. تستخدم الريشة في الأنواع الموسيقية المعاصرة اللحنية والتآلفية.

## وصلات خارجية
- بيس سادس في موسيقى شرقية تقليدية مكسيكية
- مثال على عزف البيس السادس (فيديو)